# Albert Percy Godber

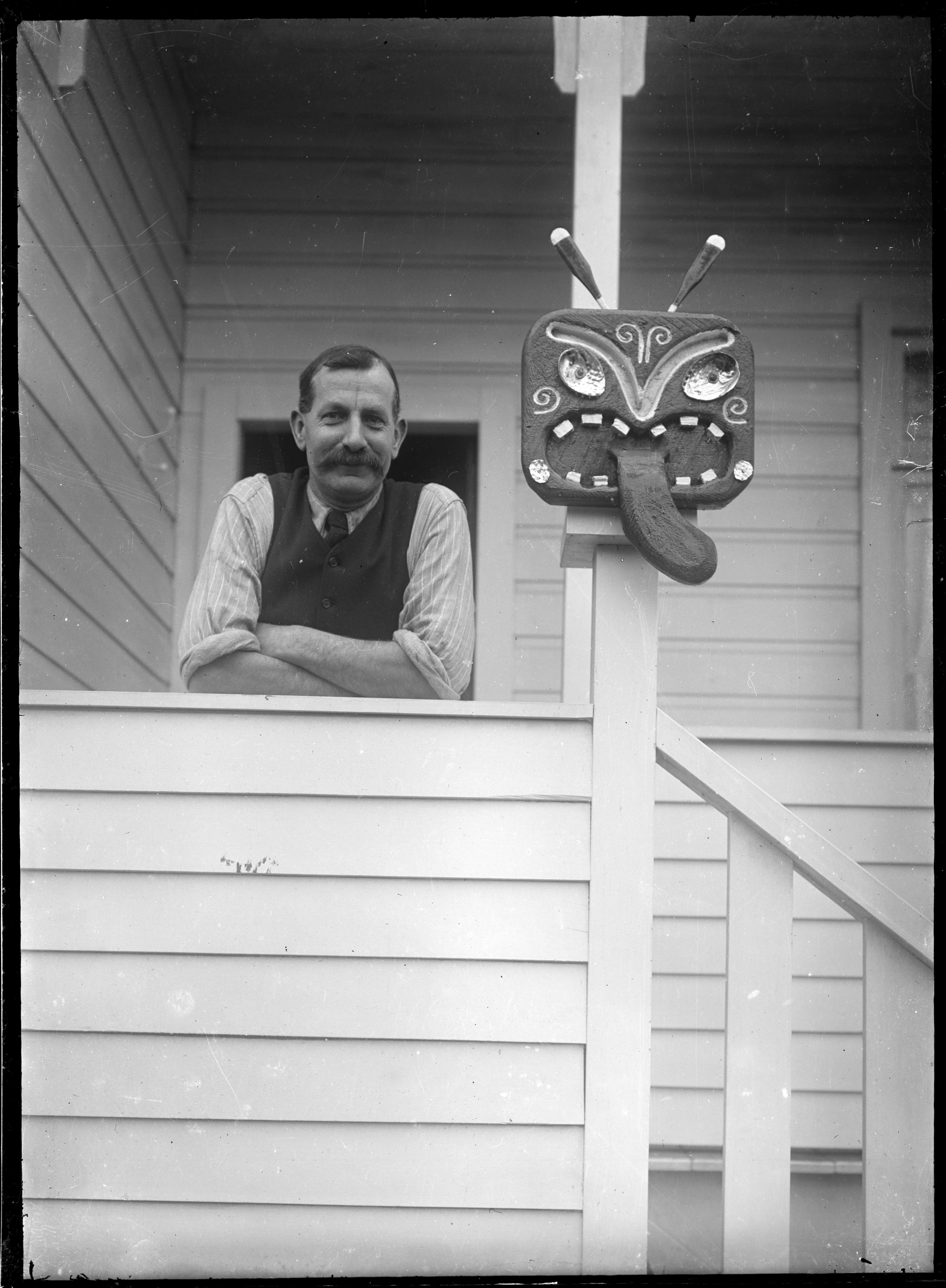
Albert Percy Godber und eine Schnitzerei im Maori-Stil, Silverstream, Upper Hutt

Albert Percy Godber (* 21. November 1875 in Wellington; † 10. März 1949 in Lower Hutt) war ein neuseeländischer Eisenbahner und Amateurfotograf.

## Werdegang
Albert Percy Godber nahm zwischen 1899 und 1946 etwa 2500 Fotos von Eisenbahnen, der Holzindustrie, der Kunst der Maori und allgemeinen Ansichten aus ganz Neuseeland auf. Seine Sammlung in der Alexander Turnbull Library enthält zahlreiche digitalisierte Ansichten von Petone, wo die Familie Godber viele Jahre lang lebte, sowie von den Eisenbahnwerkstätten in Petone und Hillside.
Er interessierte sich für die Sprache, Schnitzkunst, Malerei und Ethnologie der Maori, unterstützte Maori-Missionen, war selbst Schnitzer und hatte eine eigene Werkstatt für Maori-Schnitzereien.

## Familie
Er lebte mit seiner Ehefrau Laura Godber, seiner Tochter Phyllis Mary Godber und seinem Sohn William Albert Godber auf seinem Anwesen in Silverstream, Upper Hutt, und wohnte eine Zeit lang auch in Petone und Dunedin.